# Kōstas Laïfīs
Kōstas Laïfīs (in greco Κωστας Λαΐφης; Paralimni, 19 maggio 1993) è un calciatore cipriota, difensore dell'APOEL.

## Caratteristiche tecniche
Difensore centrale, è dotato di tecnica e grande velocità, nonostante la sua altezza imponente. Si anche farsi valere nel gioco aereo.

## Carriera

### Club
Nato a Paralimni, inizia da giovane un periodo di prova per il Nottingham Forest. Nel 2011 firma un contratto con l'Anorthosis. Nel 2013 viene acquistato dall'Alki Larnaca, per poi tornare all'Anorthosis nel 2014.
Nel 2016 viene acquistato dallo Standard Liegi, militante in massima serie belga.

### Nazionale
Ha giocato nelle nazionali giovanili cipriote Under-17, Under-19 ed Under-21.
Fa il suo esordio con la nazionale maggiore cipriota il 16 novembre 2014, in occasione della gara vinta 5-0 contro Andorra.
Segna la sua prima rete il 13 novembre 2016, nella gara contro Gibilterra (vinta 3-1).

## Statistiche

### Presenze e reti nei club
Statistiche aggiornate al 4 gennaio 2025.
| Stagione              | Squadra               | Campionato            | Campionato | Campionato | Coppe nazionali | Coppe nazionali | Coppe nazionali | Coppe continentali | Coppe continentali | Coppe continentali | Altre coppe | Altre coppe | Altre coppe | Totale | Totale | Totale |
| Stagione              | Squadra               | Comp                  | Pres       | Reti       | Comp            | Pres            | Reti            | Comp               | Pres               | Reti               | Comp        | Pres        | Reti        | Pres   | Reti   |        |
| --------------------- | --------------------- | --------------------- | ---------- | ---------- | --------------- | --------------- | --------------- | ------------------ | ------------------ | ------------------ | ----------- | ----------- | ----------- | ------ | ------ | ------ |
| gen.-giu. 2014        | Anorthōsis            | A                     | 0+10       | 0          | CC              | -               | -               | -                  | -                  | -                  | -           | -           | -           | 10     | 0      |        |
| 2014-2015             | Anorthōsis            | A                     | 18+6       | 3+1        | CC              | 3               | 0               | -                  | -                  | -                  | -           | -           | -           | 27     | 4      |        |
| 2015-2016             | Anorthōsis            | A                     | 22+6       | 2+2        | CC              | 4               | 0               | -                  | -                  | -                  | -           | -           | -           | 32     | 4      |        |
| Totale Anorthōsis     | Totale Anorthōsis     | Totale Anorthōsis     | 62         | 8          |                 | 7               | 0               |                    | 0                  | 0                  |             | 0           | 0           | 69     | 8      |        |
| 2016-2017             | Standard Liegi        | D1                    | 26+4       | 1          | CB              | 0               | 0               | UEL                | 6                  | 1                  | SB          | 0           | 0           | 36     | 2      |        |
| 2017-2018             | Standard Liegi        | D1                    | 28+10      | 0+1        | CB              | 5               | 0               | -                  | -                  | -                  | -           | -           | -           | 43     | 1      |        |
| 2018-2019             | Standard Liegi        | D1                    | 29+10      | 0+1        | CB              | 1               | 0               | UCL+UEL            | 2+5                | 0+1                | SB          | 1           | 0           | 48     | 2      |        |
| 2019-2020             | Standard Liegi        | D1                    | 28         | 3          | CB              | 1               | 0               | UEL                | 6                  | 0                  | -           | -           | -           | 35     | 3      |        |
| 2020-2021             | Standard Liegi        | D1                    | 25+6       | 1          | CB              | 5               | 1               | UEL                | 7                  | 1                  | -           | -           | -           | 43     | 3      |        |
| 2021-2022             | Standard Liegi        | D1                    | 17         | 2          | CB              | 1               | 0               | -                  | -                  | -                  | -           | -           | -           | 18     | 2      |        |
| 2022-2023             | Standard Liegi        | D1                    | 28+3       | 1          | CB              | 2               | 0               | -                  | -                  | -                  | -           | -           | -           | 33     | 1      |        |
| 2023-2024             | Standard Liegi        | D1                    | 19+7       | 1+1        | CB              | 2               | 0               | -                  | -                  | -                  | -           | -           | -           | 28     | 2      |        |
| Totale Standard Liegi | Totale Standard Liegi | Totale Standard Liegi | 240        | 12         |                 | 17              | 1               |                    | 26                 | 3                  |             | 1           | 0           | 284    | 16     |        |
| 2024-2025             | APOEL                 | A                     | 24         | 2          | CC              | 1               | 0               | UEL+UECL           | 0+8                | 0+3                | SC          | 1           | 0           | 34     | 5      |        |
| Totale carriera       | Totale carriera       | Totale carriera       | 326        | 32         |                 | 25              | 1               |                    | 34                 | 6                  |             | 2           | 0           | 387    | 29     |        |

### Cronologia presenze e reti in nazionale
| Cronologia completa delle presenze e delle reti in nazionale ― Cipro | Cronologia completa delle presenze e delle reti in nazionale ― Cipro | Cronologia completa delle presenze e delle reti in nazionale ― Cipro | Cronologia completa delle presenze e delle reti in nazionale ― Cipro | Cronologia completa delle presenze e delle reti in nazionale ― Cipro | Cronologia completa delle presenze e delle reti in nazionale ― Cipro | Cronologia completa delle presenze e delle reti in nazionale ― Cipro | Cronologia completa delle presenze e delle reti in nazionale ― Cipro |
| Data                                                                 | Città                                                                | In casa                                                              | Risultato                                                            | Ospiti                                                               | Competizione                                                         | Reti                                                                 | Note                                                                 |
| -------------------------------------------------------------------- | -------------------------------------------------------------------- | -------------------------------------------------------------------- | -------------------------------------------------------------------- | -------------------------------------------------------------------- | -------------------------------------------------------------------- | -------------------------------------------------------------------- | -------------------------------------------------------------------- |
| 16-11-2014                                                           | Nicosia                                                              | Cipro                                                                | 5 – 0                                                                | Andorra                                                              | Qual. Euro 2016                                                      | -                                                                    | 78’                                                                  |
| 28-3-2015                                                            | Bruxelles                                                            | Belgio                                                               | 5 – 0                                                                | Cipro                                                                | Qual. Euro 2016                                                      | -                                                                    |                                                                      |
| 3-9-2015                                                             | Nicosia                                                              | Cipro                                                                | 0 – 1                                                                | Galles                                                               | Qual. Euro 2016                                                      | -                                                                    |                                                                      |
| 6-9-2015                                                             | Nicosia                                                              | Cipro                                                                | 0 – 1                                                                | Belgio                                                               | Qual. Euro 2016                                                      | -                                                                    |                                                                      |
| 10-10-2015                                                           | Gerusalemme                                                          | Israele                                                              | 1 – 2                                                                | Cipro                                                                | Qual. Euro 2016                                                      | -                                                                    |                                                                      |
| 13-10-2015                                                           | Nicosia                                                              | Cipro                                                                | 2 – 3                                                                | Bosnia ed Erzegovina                                                 | Qual. Euro 2016                                                      | -                                                                    |                                                                      |
| 24-3-2016                                                            | Odessa                                                               | Ucraina                                                              | 1 – 0                                                                | Cipro                                                                | Amichevole                                                           | -                                                                    |                                                                      |
| 25-5-2016                                                            | Užice                                                                | Serbia                                                               | 2 – 1                                                                | Cipro                                                                | Amichevole                                                           | -                                                                    |                                                                      |
| 6-9-2016                                                             | Nicosia                                                              | Cipro                                                                | 0 – 3                                                                | Belgio                                                               | Qual. Mondiali 2018                                                  | -                                                                    | 80’                                                                  |
| 7-10-2016                                                            | Pireo                                                                | Grecia                                                               | 2 – 0                                                                | Cipro                                                                | Qual. Mondiali 2018                                                  | -                                                                    |                                                                      |
| 10-10-2016                                                           | Zenica                                                               | Bosnia ed Erzegovina                                                 | 2 – 0                                                                | Cipro                                                                | Qual. Mondiali 2018                                                  | -                                                                    |                                                                      |
| 13-11-2016                                                           | Nicosia                                                              | Cipro                                                                | 3 – 1                                                                | Gibilterra                                                           | Qual. Mondiali 2018                                                  | 1                                                                    |                                                                      |
| 25-3-2017                                                            | Nicosia                                                              | Cipro                                                                | 0 – 0                                                                | Estonia                                                              | Qual. Mondiali 2018                                                  | -                                                                    |                                                                      |
| 3-6-2017                                                             | Estoril                                                              | Portogallo                                                           | 4 – 0                                                                | Cipro                                                                | Amichevole                                                           | -                                                                    |                                                                      |
| 9-6-2017                                                             | Faro                                                                 | Gibilterra                                                           | 1 – 2                                                                | Cipro                                                                | Qual. Mondiali 2018                                                  | -                                                                    | 55’                                                                  |
| 3-9-2017                                                             | Tallinn                                                              | Estonia                                                              | 1 – 0                                                                | Cipro                                                                | Qual. Mondiali 2018                                                  | -                                                                    |                                                                      |
| 7-10-2017                                                            | Strovolos                                                            | Cipro                                                                | 1 – 2                                                                | Grecia                                                               | Qual. Mondiali 2018                                                  | -                                                                    |                                                                      |
| 10-10-2017                                                           | Bruxelles                                                            | Belgio                                                               | 4 – 0                                                                | Cipro                                                                | Qual. Mondiali 2018                                                  | -                                                                    |                                                                      |
| 10-11-2017                                                           | Gori                                                                 | Georgia                                                              | 1 – 0                                                                | Cipro                                                                | Amichevole                                                           | -                                                                    |                                                                      |
| 13-11-2017                                                           | Erevan                                                               | Armenia                                                              | 3 – 2                                                                | Cipro                                                                | Amichevole                                                           | 1                                                                    | 46’                                                                  |
| 23-3-2018                                                            | Strovolos                                                            | Cipro                                                                | 0 – 0                                                                | Montenegro                                                           | Amichevole                                                           | -                                                                    |                                                                      |
| 6-9-2018                                                             | Oslo                                                                 | Norvegia                                                             | 2 – 0                                                                | Cipro                                                                | UEFA Nations League 2018-2019 - 1º turno                             | -                                                                    | 41’                                                                  |
| 9-9-2018                                                             | Nicosia                                                              | Cipro                                                                | 2 – 1                                                                | Slovenia                                                             | UEFA Nations League 2018-2019 - 1º turno                             | -                                                                    |                                                                      |
| 13-10-2018                                                           | Sofia                                                                | Bulgaria                                                             | 2 – 1                                                                | Cipro                                                                | UEFA Nations League 2018-2019 - 1º turno                             | -                                                                    | 90+6’                                                                |
| 16-11-2018                                                           | Nicosia                                                              | Cipro                                                                | 1 – 1                                                                | Bulgaria                                                             | UEFA Nations League 2018-2019 - 1º turno                             | -                                                                    |                                                                      |
| 19-11-2018                                                           | Nicosia                                                              | Cipro                                                                | 0 – 2                                                                | Norvegia                                                             | UEFA Nations League 2018-2019 - 1º turno                             | -                                                                    |                                                                      |
| 21-3-2019                                                            | Nicosia                                                              | Cipro                                                                | 5 – 0                                                                | San Marino                                                           | Qual. Euro 2020                                                      | 1                                                                    |                                                                      |
| 24-3-2019                                                            | Nicosia                                                              | Cipro                                                                | 0 – 2                                                                | Belgio                                                               | Qual. Euro 2020                                                      | -                                                                    |                                                                      |
| 8-6-2019                                                             | Glasgow                                                              | Scozia                                                               | 2 – 1                                                                | Cipro                                                                | Qual. Euro 2020                                                      | -                                                                    |                                                                      |
| 11-6-2019                                                            | Nižnij Novgorod                                                      | Russia                                                               | 1 – 0                                                                | Cipro                                                                | Qual. Euro 2020                                                      | -                                                                    |                                                                      |
| 6-9-2019                                                             | Nicosia                                                              | Cipro                                                                | 1 – 1                                                                | Kazakistan                                                           | Qual. Euro 2020                                                      | -                                                                    | 90+4’                                                                |
| 9-9-2019                                                             | Serravalle                                                           | San Marino                                                           | 0 – 4                                                                | Cipro                                                                | Qual. Euro 2020                                                      | -                                                                    |                                                                      |
| 10-10-2019                                                           | Astana                                                               | Kazakistan                                                           | 1 – 2                                                                | Cipro                                                                | Qual. Euro 2020                                                      | -                                                                    |                                                                      |
| 13-10-2019                                                           | Nicosia                                                              | Cipro                                                                | 0 – 5                                                                | Russia                                                               | Qual. Euro 2020                                                      | -                                                                    | 27’                                                                  |
| 5-9-2020                                                             | Strovolos                                                            | Cipro                                                                | 0 – 2                                                                | Montenegro                                                           | UEFA Nations League 2020-2021 - 1º turno                             | -                                                                    |                                                                      |
| 8-9-2020                                                             | Nicosia                                                              | Cipro                                                                | 0 – 1                                                                | Azerbaigian                                                          | UEFA Nations League 2020-2021 - 1º turno                             | -                                                                    |                                                                      |
| 10-10-2020                                                           | Lussemburgo                                                          | Lussemburgo                                                          | 2 – 0                                                                | Cipro                                                                | UEFA Nations League 2020-2021 - 1º turno                             | -                                                                    |                                                                      |
| 13-10-2020                                                           | Elbasan                                                              | Azerbaigian                                                          | 0 – 0                                                                | Cipro                                                                | UEFA Nations League 2020-2021 - 1º turno                             | -                                                                    | 90+4’                                                                |
| 14-11-2020                                                           | Strovolos                                                            | Cipro                                                                | 2 – 1                                                                | Lussemburgo                                                          | UEFA Nations League 2020-2021 - 1º turno                             | -                                                                    |                                                                      |
| 17-11-2020                                                           | Podgorica                                                            | Montenegro                                                           | 4 – 0                                                                | Cipro                                                                | UEFA Nations League 2020-2021 - 1º turno                             | -                                                                    |                                                                      |
| 24-3-2021                                                            | Nicosia                                                              | Cipro                                                                | 0 – 0                                                                | Slovacchia                                                           | Qual. Mondiali 2022                                                  | -                                                                    |                                                                      |
| 27-3-2021                                                            | Fiume                                                                | Croazia                                                              | 1 – 0                                                                | Cipro                                                                | Qual. Mondiali 2022                                                  | -                                                                    | 82’                                                                  |
| 30-3-2021                                                            | Strovolos                                                            | Cipro                                                                | 1 – 0                                                                | Slovenia                                                             | Qual. Mondiali 2022                                                  | -                                                                    |                                                                      |
| 11-11-2021                                                           | San Pietroburgo                                                      | Russia                                                               | 6 – 0                                                                | Cipro                                                                | Qual. Mondiali 2022                                                  | -                                                                    |                                                                      |
| 14-11-2021                                                           | Lubiana                                                              | Slovenia                                                             | 2 – 1                                                                | Cipro                                                                | Qual. Mondiali 2022                                                  | -                                                                    |                                                                      |
| 9-6-2022                                                             | Volo                                                                 | Grecia                                                               | 3 – 0                                                                | Cipro                                                                | UEFA Nations League 2022-2023 - 1º turno                             | -                                                                    | 46’                                                                  |
| 12-6-2022                                                            | Belfast                                                              | Irlanda del Nord                                                     | 2 – 2                                                                | Cipro                                                                | UEFA Nations League 2022-2023 - 1º turno                             | -                                                                    | 69’                                                                  |
| 16-11-2022                                                           | Larnaca                                                              | Cipro                                                                | 0 – 2                                                                | Bulgaria                                                             | Amichevole                                                           | -                                                                    |                                                                      |
| 25-3-2023                                                            | Glasgow                                                              | Scozia                                                               | 3 – 0                                                                | Cipro                                                                | Qual. Euro 2024                                                      | -                                                                    |                                                                      |
| 28-3-2023                                                            | Erevan                                                               | Armenia                                                              | 2 – 2                                                                | Cipro                                                                | Amichevole                                                           | -                                                                    | Cap.                                                                 |
| 17-6-2023                                                            | Larnaca                                                              | Cipro                                                                | 1 – 2                                                                | Georgia                                                              | Qual. Euro 2024                                                      | -                                                                    |                                                                      |
| 20-6-2023                                                            | Oslo                                                                 | Norvegia                                                             | 3 – 1                                                                | Cipro                                                                | Qual. Euro 2024                                                      | -                                                                    |                                                                      |
| 8-9-2023                                                             | Larnaca                                                              | Cipro                                                                | 0 – 3                                                                | Scozia                                                               | Qual. Euro 2024                                                      | -                                                                    |                                                                      |
| 12-9-2023                                                            | Granada                                                              | Spagna                                                               | 6 – 0                                                                | Cipro                                                                | Qual. Euro 2024                                                      | -                                                                    |                                                                      |
| 16-11-2023                                                           | Limassol                                                             | Cipro                                                                | 1 – 3                                                                | Spagna                                                               | Qual. Euro 2024                                                      | -                                                                    |                                                                      |
| 19-11-2023                                                           | Limassol                                                             | Cipro                                                                | 1 – 0                                                                | Lituania                                                             | Amichevole                                                           | -                                                                    |                                                                      |
| 21-3-2024                                                            | Limassol                                                             | Cipro                                                                | 1 – 1                                                                | Lettonia                                                             | Amichevole                                                           | -                                                                    |                                                                      |
| 25-3-2024                                                            | Larnaca                                                              | Cipro                                                                | 0 – 1                                                                | Serbia                                                               | Amichevole                                                           | -                                                                    |                                                                      |
| 6-9-2024                                                             | Marijampolė                                                          | Lituania                                                             | 0 – 1                                                                | Cipro                                                                | UEFA Nations League 2024-2025 - 1º turno                             | -                                                                    | 90+3’                                                                |
| 9-9-2024                                                             | Larnaca                                                              | Cipro                                                                | 0 – 4                                                                | Kosovo                                                               | UEFA Nations League 2024-2025 - 1º turno                             | -                                                                    | 46’                                                                  |
| 12-10-2024                                                           | Larnaca                                                              | Cipro                                                                | 0 – 3                                                                | Romania                                                              | UEFA Nations League 2024-2025 - 1º turno                             | -                                                                    | 24’                                                                  |
| 15-10-2024                                                           | Pristina                                                             | Kosovo                                                               | 3 – 0                                                                | Cipro                                                                | UEFA Nations League 2024-2025 - 1º turno                             | -                                                                    | 7’                                                                   |
| 18-11-2024                                                           | Bucarest                                                             | Romania                                                              | 4 – 1                                                                | Cipro                                                                | UEFA Nations League 2024-2025 - 1º turno                             | -                                                                    | 74’, 77’                                                             |
| 24-3-2025                                                            | Zenica                                                               | Bosnia ed Erzegovina                                                 | 2 – 1                                                                | Cipro                                                                | Qual. Mondiali 2026                                                  | -                                                                    | 36’                                                                  |
| 6-6-2025                                                             | Plovdiv                                                              | Bulgaria                                                             | 2 – 2                                                                | Cipro                                                                | Amichevole                                                           | 1                                                                    | 79’                                                                  |
| 10-6-2025                                                            | Bucarest                                                             | Romania                                                              | 2 – 0                                                                | Cipro                                                                | Qual. Mondiali 2026                                                  | -                                                                    |                                                                      |
| Totale                                                               |                                                                      | Presenze                                                             | 66                                                                   |                                                                      | Reti                                                                 | 4                                                                    |                                                                      |

## Palmarès

### Club

#### Competizioni nazionali
- Coppa del Belgio: 1

Standard Liegi: 2017-2018
- Supercoppa di Cipro: 1

APOEL: 2024